# Takuya Takagi
Takuya Takagi (高木琢也 (Takagi Takuya?); Minami-Shimabara, 12 novembre 1967) è un allenatore di calcio ed ex calciatore giapponese, di ruolo attaccante, tecnico del Sagamihara.

## Palmarès

### Giocatore

#### Nazionale
- Coppa d'Asia: 1

1992

#### Individuale
- Miglior giocatore della Coppa d'Asia: 1

1992